# 石钟山
29°44′49″N 116°13′03″E / 29.74694°N 116.21750°E
石钟山位于江西省九江市湖口县，地处鄱阳湖与长江的交汇处，有城南上石钟山和城北下石钟山，合称“雙鐘”。下石钟山以险要的陡壁临长江，山多缝隙空穴，水石相击，声如洪钟而得名。“秀山石壁向湖中，缝洞深藏水可通；涌入浪波相荡击，声音传出像鸣钟”，关于石钟山得名之缘由，历史上有过很长时间的争论。北宋苏轼亲自乘舟考察，发现绝壁下都是洞穴和石缝，风浪冲击洞穴，涵淡澎湃，其声如钟，并写下了著名的《石钟山记》。
石钟山控扼长江及鄱阳湖，地理位置重要，号称“江湖锁钥”，自古为军事要塞，成为兵家必争之地。1853年至1857年间，太平军与曾国藩湘军水师在此多次激战，1857年湘军彭玉麟攻下石钟山，山上建筑毁灭殆尽。战后，曾国藩奏请在此建立湘军水师昭忠祠。至咸丰十年（1860 年），以昭忠祠为主体的古建筑群基本建成。1945年日本战败投降，湖口县国民政府在此召开追悼大会，并将昭忠祠改名为忠烈祠。
昭忠祠位于石钟山西北面，前临湖水，后靠石崖，由前殿、正殿、后殿、前南北碑廊、后南北厢房组成。前殿、正殿、后殿位于同一中轴线上，通宽15.14 米，纵深9.71 米（含牌楼前台基）。建筑依山势逐级升高呈阶梯状，正立面采用三间四柱三楼嵌入式牌楼结构。在昭忠祠的两侧各有一栋附属建筑相连，南侧为报慈禅林，北侧为浣香别墅。报慈禅林内供奉佛像，由门厅、前殿、戏台及后殿组成。浣香别墅用于接待官员，由前部分听涛眺雨轩和后部分芸芍斋组成。听涛眺雨轩，包括前院和前厅。芸芍斋包括后厅、且闲亭和桃花池，两者中间用天井式庭院相连。
石钟山还有大量石刻，唐代魏徽书《遵王之义》四言诗，宋苏轼的《梅兰竹菊图》，黄庭坚的《翠盖龙旗》七律诗、曾国藩亲书上谕及《石钟山楚军水师昭忠祠记》、以及当代郭沫若书《登湖口石钟山》五言诗等。石刻于1959年被列为省级文物保护单位。
2013年石钟山古建筑及石刻被列为第七批全国重点文物保护单位。
- 紫云廊
- 江山一览亭
- 昭忠祠
- 桃花池

## 延伸阅读
[在维基数据编辑]
 《欽定古今圖書集成·方輿彙編·山川典·石鐘山部》，出自陈梦雷《古今圖書集成》
 《石钟山记》